# Dundee Football Club 2018-2019
Questa voce raccoglie le informazioni riguardanti il Dundee Football Club nelle competizioni ufficiali della stagione 2018-2019.

## Stagione
- In Scottish Premiership il Dundee si classifica al 12º e ultimo posto (21 punti) e retrocede in Championship.
- In Scottish Cup viene eliminato al quarto turno dal Queen of the South (3-0 al replay dopo l'1-1 nella prima partita).
- In Scottish League Cup viene eliminato al secondo turno dall'Ayr Utd (0-3).

## Maglie e sponsor
| Casa | Trasferta |

## Rosa
| N. |                        | Ruolo | Calciatore          |
| -- | ---------------------- | ----- | ------------------- |
| 1  | Scozia (bandiera)      | P     | Jack Hamilton       |
| 2  | Scozia (bandiera)      | D     | Cammy Kerr          |
| 3  | Inghilterra (bandiera) | D     | Nathan Ralph        |
| 4  | Inghilterra (bandiera) | D     | Steven Caulker      |
| 4  | Scozia (bandiera)      | C     | Martin Woods        |
| 5  | Angola (bandiera)      | D     | Genséric Kusunga    |
| 6  | Irlanda (bandiera)     | D     | Darren O'Dea        |
| 7  | Inghilterra (bandiera) | C     | Roarie Deacon       |
| 7  | Irlanda (bandiera)     | C     | John O'Sullivan     |
| 8  | Finlandia (bandiera)   | C     | Glen Kamara         |
| 9  | Tunisia (bandiera)     | A     | Sofien Moussa       |
| 10 | Francia (bandiera)     | C     | Elton Ngwatala      |
| 10 | Scozia (bandiera)      | A     | Scott Wright        |
| 11 | Senegal (bandiera)     | A     | Jean Alassane Mendy |
| 12 | Inghilterra (bandiera) | P     | Elliot Parish       |
| 14 | Inghilterra (bandiera) | A     | Adil Nabi           |
| 14 | Inghilterra (bandiera) | D     | Andrew Davies       |
| 15 | Australia (bandiera)   | D     | Ryan McGowan        |
| 15 | Inghilterra (bandiera) | D     | Ryan Inniss         |
| 16 | Inghilterra (bandiera) | C     | Ethan Robson        |
| 17 | Inghilterra (bandiera) | C     | Andy Dales          |

| N. |                        | Ruolo | Calciatore              |
| -- | ---------------------- | ----- | ----------------------- |
| 17 | Scozia (bandiera)      | D     | Calvin Miller           |
| 18 | Scozia (bandiera)      | C     | Paul McGowan            |
| 19 | Finlandia (bandiera)   | A     | Benjamin Källman        |
| 20 | Scozia (bandiera)      | A     | Kenny Miller (capitano) |
| 21 | Inghilterra (bandiera) | A     | Andrew Nelson           |
| 22 | Francia (bandiera)     | C     | Karl Madianga           |
| 23 | Irlanda (bandiera)     | D     | Andy Boyle              |
| 23 | Inghilterra (bandiera) | D     | Craig Curran            |
| 24 | Inghilterra (bandiera) | D     | Josh Meekings           |
| 27 | Australia (bandiera)   | C     | Jesse Curran            |
| 28 | Scozia (bandiera)      | A     | Lewis Spence            |
| 28 | Svezia (bandiera)      | D     | Andreas Hadenius        |
| 29 | Inghilterra (bandiera) | D     | James Horsfield         |
| 31 | Senegal (bandiera)     | P     | Seny Dieng              |
| 33 | Scozia (bandiera)      | A     | Craig Wighton           |
| 45 | Scozia (bandiera)      | C     | Callum Moore            |
| 46 | Scozia (bandiera)      | A     | Matthew Henvey          |
| 47 | Inghilterra (bandiera) | C     | Jack Lambert            |
| 52 | Scozia (bandiera)      | C     | Finlay Robertson        |
| 54 | Scozia (bandiera)      | C     | Josh Mulligan           |